# Giles Conservation Park
Giles Conservation Park är en park i Australien. Den ligger i delstaten South Australia, omkring 11 kilometer öster om delstatshuvudstaden Adelaide.
Runt Giles Conservation Park är det ganska tätbefolkat, med 58 invånare per kvadratkilometer.. Närmaste större samhälle är Adelaide, omkring 11 kilometer väster om Giles Conservation Park. 
I omgivningarna runt Giles Conservation Park växer i huvudsak blandskog. Genomsnittlig årsnederbörd är 593 millimeter. Den regnigaste månaden är juli, med i genomsnitt 95 mm nederbörd, och den torraste är december, med 13 mm nederbörd.